# Plaveč (okres Znojmo)
Obec Plaveč (německy Platsch) se nachází v okrese Znojmo v Jihomoravském kraji. Žije zde 465 obyvatel.

## Historie
První písemná zmínka o obci pochází z roku 1234.

## Pamětihodnosti
- Zřícenina hradu Lapikus v kopcích na západ od vsi
- Kříž v polích za vesnicí
- Sochy
  - Socha svatého Isidora, nad Šantrůčkovým mlýnem
  - Socha svatého Josefa
  - Socha svatého Leonarda
  - Socha svatého Donáta
  - Socha svatého Floriána
  - Socha svatého Vendelína
  - Socha svatého Jana Nepomuckého u mostu
  - Socha sedící ženské postavy s dítětem v lesoparku „Bažantnice“
  - Socha – Kamenný zlomený strom ve zbroji (přemístěna do místního domova důchodců)
  - Socha svatého Linharta (přemístěna do místního domova důchodců)
- Rotunda Nanebevzetí Panny Marie,[5] poprvé zmiňovaná roku 1234, zastřešená pískovcovou lucernou
- Zámek Plaveč
- Pozůstatky kamenného mostu u sadu západně od obce